# Fietsbrug

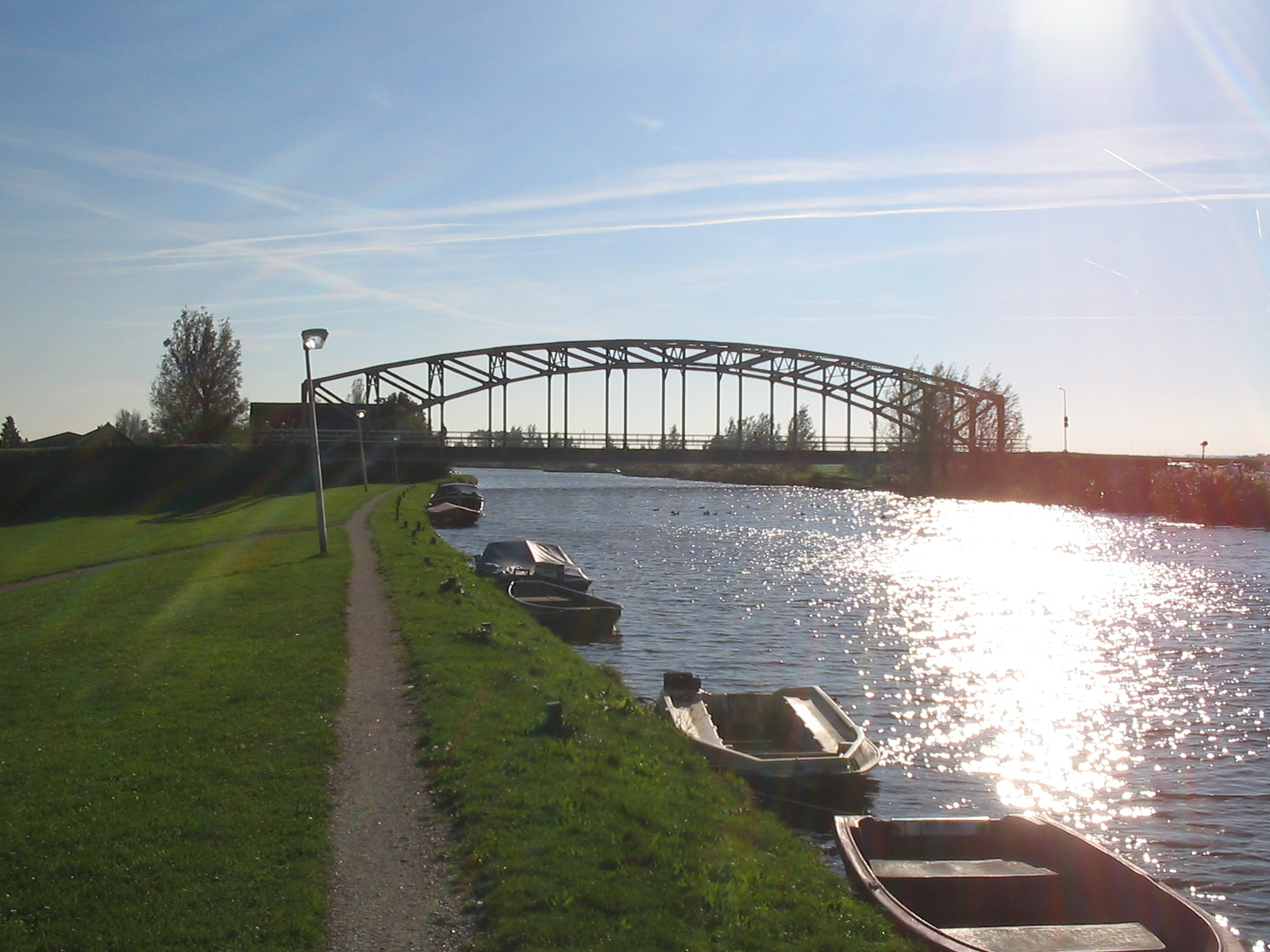
De Trambrug over de Vlaardingervaart bij Schipluiden die later dienst ging doen als fietsbrug

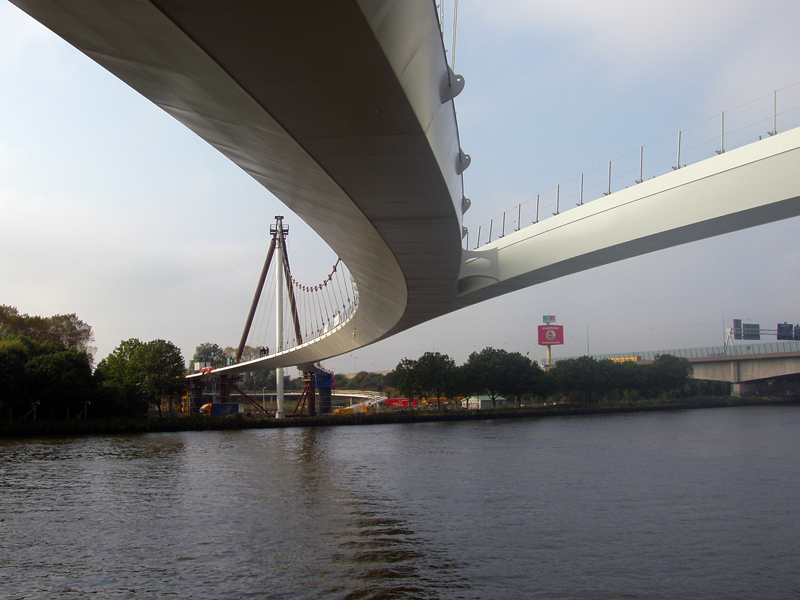
Nesciobrug: splitsing fiets- en voetpad

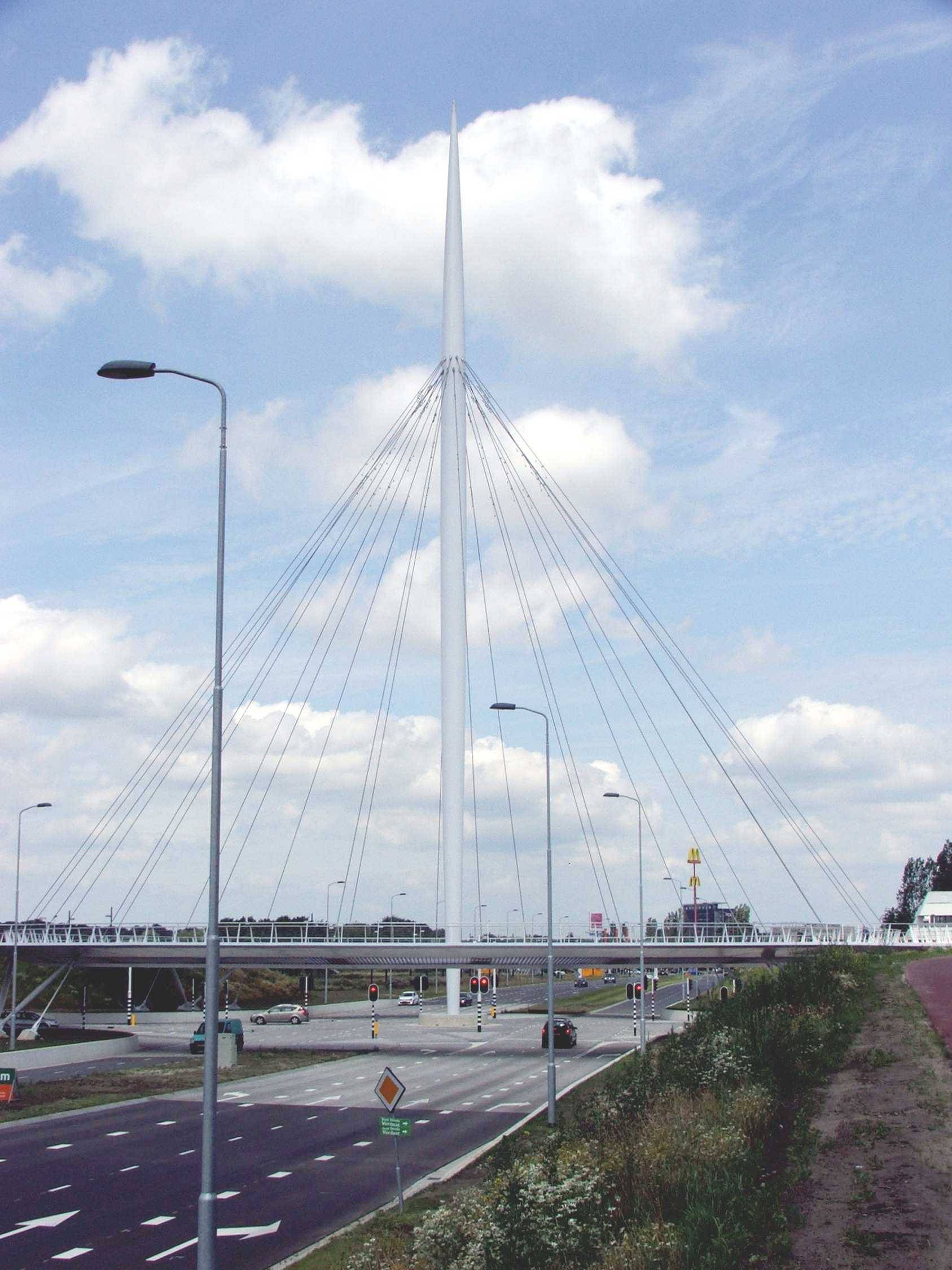
Hovenring: een hangende fietsrotonde in Eindhoven

Een fietsbrug of fietsersbrug is een brug die toegelaten en geschikt is voor fietsverkeer en daaraan gelijkgestelde voortbewegingstoestellen als snelste verkeersdeelnemers. Een fietsbrug mag meestal ook door voetgangers gebruikt worden, en is dan synoniem voor fiets- en voetbrug, fiets- en voetgangersbrug of voetgangers- en fietsbrug.
Vaak is er geen fysieke scheiding tussen fietsers en voetgangers aanwezig, maar op plaatsen waar dit wenselijk geacht wordt gezien de hoeveelheid van deze stromen, kan het wegdek onderverdeeld zijn in een fietspad en een voetpad. 
In nieuwe steden als Lelystad zijn fietsbruggen uitgebreid toegepast op punten waar fietspaden  wegen voor het autoverkeer kruisen.

## Fietsbrug als onderwerp van discussie
De Moskesbrug bij Station Breda-Prinsenbeek is een fiets- en voetbrug waar de nodige discussie over is geweest. Sinds 14 juli 2006 is deze verbonden met hellingbanen, nadat fietsers aanvankelijk alleen via trappen, roltrappen en liften de brug op konden. De hellingbanen zijn er op last van de rechter gekomen, na bezwaren van fietsers die het gebruik van de roltrappen onveilig achtten.     